# Matthias Dombert
Matthias Dombert (* 1955 in Walsrode) ist Professor und Doktor der Rechtswissenschaften.
Dombert studierte Jura in Bonn und Münster. Er betreibt in Potsdam eine auf öffentliches Recht spezialisierte Anwaltskanzlei. Seit 2002 ist er Honorarprofessor an der Universität Potsdam. Von 1993 bis 2009 war er Richter am Verfassungsgericht des Landes Brandenburg. Er ist Verfasser zahlreicher wissenschaftlicher Fachveröffentlichungen, insbesondere zum Thema Altlasten- und Kommunalrecht. Seit 2007 ist er zusammen mit Alexander von Brünneck Herausgeber der Gesetzestextsammlung „Landesrecht Brandenburg“. Seit Juni 2015 ist Dombert Vorsitzender der “Fördergesellschaft für den Wiederaufbau der Garnisonkirche e.V.” in Potsdam.

## Veröffentlichungen
- Breitbandkabel und Telegraphenwegerecht. Eine Untersuchung zu den rechtlichen Voraussetzungen der hoheitlichen Verlegung von Breitbandkabeln durch die Deutsche Bundespost. Universität Bonn, Bonn 1987 (Dissertation)
- Altlastensanierung in der Rechtspraxis. Rechtliche und technische Aspekte der Sanierung schadstoffbelasteter Betriebsflächen. Erich Schmidt, Berlin 1990; ISBN 3-503-03101-4
- Genehmigungs- und Konfliktmanagement für den Stallbau. AID, Bonn 2006; ISBN 3-8308-0583-7
- Vorläufiger Rechtsschutz im Verwaltungsstreitverfahren. Beck, München 2008, 5., völlig neu bearb. Aufl. des von Klaus Finkelnburg begr. und seit der 2. Aufl. mit Klaus Peter Jank weitergeführten Werkes; ISBN 978-3-406-54056-1 und ISBN 3-406-54056-2
- Umweltschutz im Baubetrieb. [BWI-Bau-Handbuch; Betriebswirtschaftliches Institut der Westdeutschen Bauindustrie], Wibau-Verlag, Düsseldorf (Loseblatt-Sammlung)